# Pfarrkirche Sankt Gilgen

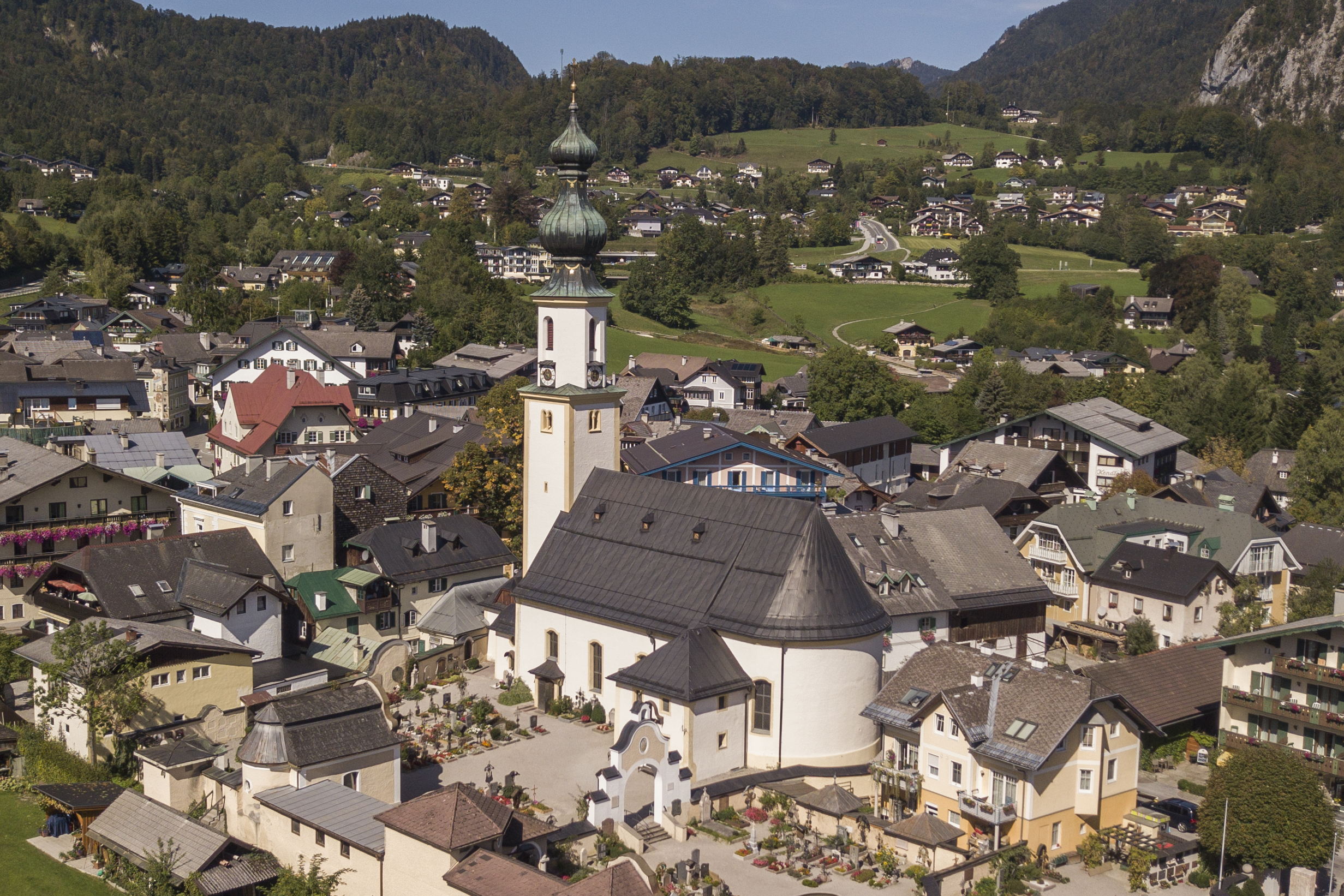
Pfarrkirche hl. Ägydius und Friedhof

Die Pfarrkirche Sankt Gilgen steht in der Gemeinde Sankt Gilgen im Bezirk Salzburg-Umgebung im Land Salzburg. Die römisch-katholische Kirche ist seit 1856 Pfarrkirche und gehört zum Dekanat Thalgau in der Erzdiözese Salzburg. Das Patrozinium wird am 1. September, zu Ägidi, am Gedenktag an den hl. Ägidius, begangen.
Die Kirche liegt im Osten des Ortskerns, am Rand des zum Ufer des Wolfgangsees abfallendem Geländes. Sie steht unter Denkmalschutz (Listeneintrag). Die Kirche ist von einem ummauerten Friedhof umgeben.

## Geschichte

### Pfarrgeschichte
Urkundlich wird 1376 in St. Gilgen (von alters her noch Oberdrum) eine Kirche genannt (Kreuzfahnenverzeichnis des Stifts St. Peter). Ursprünglich Filiale der Pfarre Thalgau, wurde St. Aegidius um 1570 Vikariat. Der Pfarrhof fand hier keinen Platz, und wurde etwas oberhalb errichtet (heutige Pfarrgasse). Im 17. Jahrhundert war diese Kirche schon lange zu klein für den wachsenden Ort, und daher die Kirche in den 1760ern erweitert. 1856 wurde die Kirche zur Pfarrkirche erhoben.
Ab 1875 betraute die Pfarre auch eine von der Fürstin Wrede gestiftete Kleinkinderbewahranstalt und Armen-Arbeitsschule, unter Leitung der Halleiner Schulschwestern. Dieses Haus (heute Mozartplatz 4, Raiffeisenkassa) diente auch als Mesnerhaus. Das  Schul- und Mesnerhaus war schon 1870 an die Gemeinde übergeben worden, später übersiedelte der Messner in das Haus Pfarrgasse 2 (Meichle) bei der Kirche.
Heute gehört die Pfarre zum Pfarrverband Fuschl am See–St. Gilgen–Strobl.

### Baugeschichte
1425 wurde die Kirche neu im gotischen Stile erbaut. Am 2. August 1704 wurde der Kirchturm mehrmals vom Blitz getroffen und musste teilweise abgetragen werden, er wurde 1705–1728 neu aufgebaut. Der Bau in heutiger Form wurde 1767 begonnen und 1769 geweiht. Renovierungen erfolgten 1850 und 1899/1901, Außenrestaurierungen 1926 und 1957, Innenrestaurierungen 1953 und 1967/69.

## Architektur
Die Kirche hat ein spätbarockes Kirchenschiff und einen gotischen Westturm, welcher barock erhöht wurde.
Der gotische Westturm aus dem 14. Jahrhundert hat im ehemaligen Schallgeschoß gekuppelte, rundbogige Säulchenarkaden. Die Turmerhöhung baut auf ein barockes Gesims auf, darüber einen Achteckaufbau aus 1705 mit rundbogigen Schallfenstern und einem Doppelzwiebelhelm aus 1728. Im 15. Jahrhundert wurde dem Turm eine noch gotische quadratische Vorhalle mit einem Walmdach vorgestellt. Sie ist zu den Seiten mit profilierten Spitzbogenarkaden geöffnet. Die Vorhalle mit einer flachbogigen Sitznische hat ein  Sternrippengewölbe über durchgängigen Schildbögen und Ecksäulchen. In der Wand zum Turm steht die Jahresangabe 1425. Das abgefaste Spitzbogenportal des Turmes ist vermutlich älter als die Vorhalle. Ebendort ist auch eine rotmarmorne Inschriftgrabplatte mit der Jahresangabe 1585/1587.
Das Langhaus, von 1767 bis 1769 erbaut, ist außen schlicht gestaltet. Der wenig eingezogene Chor hat einen flachrunden Chorschluss mit Traufkehlen und seitlichen Wellenbogenfenstern. Im Süden am Chor ist ein zweigeschoßiger Anbau mit Sakristei und Oratorium.
Die gotische Turmhalle ist mit einem Kreuzrippengewölbe ausgestattet. Der breite Saalraum hat eine gedrückte Tonnenüberwölbung über einem einheitlichen umlaufenden Gesims und an den Wänden eine Pilastergliederung. Der flachbogige Triumphbogen ist gering eingezogen. Im Westen war eine 1911/1912 erweiterte oder geschaffene, hochliegende Musikempore über der Volksempore, die 1991 abgetragen wurde. Die seit 1991 bestehende Orgel-Empore wird durch toskanische Säulen getragen, die geschwungene Brüstung hat Stuckrahmenfelder.
Im südlichen Zwickel der Kirche steht die Fürstengruftkapelle über dem ehemaligen Beinhaus (Karner). 1879 wurde die Kapelle als Grabstätte der Fürsten Wrede vom Schloss Hüttenstein erneuert. Die kleine Kapelle mit Fassadenschopfwalm und Rundbogen- und Kreisöffnungen hat ein Tonnengewölbe. Die Kapelle hat ein Wimpergaltärchen von 1846 und eine Christusstatue, die 1884 aus der ehemaligen Schlosskapelle Hüttenstein hierher übertragen worden ist, und einen rotmarmornen Grabstein mit der Jahreszahl 1492.
Die Deckenmalerei in Stuckfeldern geht wahrscheinlich auf eine Ausmalung des Malers Joseph Beer (1770) zurück und wurde 1899/1900 mit der Aufnahme des hl. Ägydius in den Himmel und Bergpredigt vom Maler Josef Gold übermalt und 1954 und 1967 erneuert.

## Ausstattung

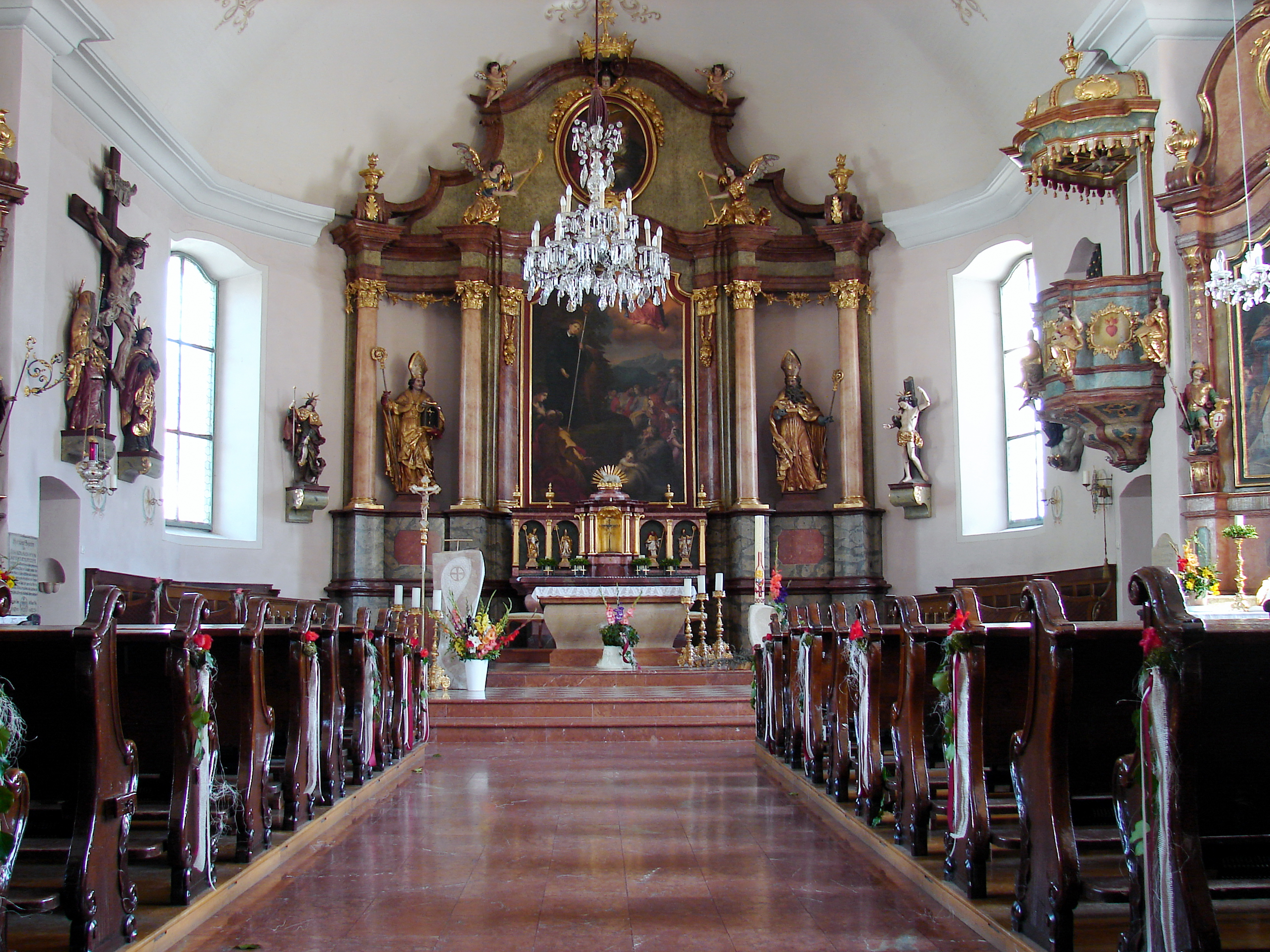
Langhaus

Die Kirche hat eine spätbarocke Ausstattung mit marmoriertem Holz.
Der Hochaltar aus 1768 wurde 1850 und 1900 renoviert und 1969 restauriert und füllt mit Säulenretabeln mit offenen Seitachsen unter Volutenauszügen den breiten Chorschluss aus. Er zeigt das Altarblatt Predigt des hl. Ägydius und trägt die Seitenfiguren der hl. Wolfgang und Nikolaus, wahrscheinlich vom Bildhauer Simeon Frieß. Das Medaillon Dreifaltigkeit im Auszug ist vom Vorgängeraltar aus 1695. Die Seitenaltäre zeigen Altarblätter in der Nachfolge von Paul Troger. Der linke Seitenaltar zeigt die Anbetung der Hirten, trägt die Seitenfiguren der hll. Katharina und Klara, zeigt im Auszugsbild Gottvater, und hat einen barockisierenden Tabernakel. Der rechte Seitenaltar zeigt die Anbetung der Könige, trägt die Seitenfiguren der hll. Georg und Florian und zeigt im Auszugsbild den hl. Veit.
Die Kanzel hat einen geschwungenen Korb mit Sitzfiguren der Evangelisten. Es gibt eine barocke Schnitzfigur Maria mit Kind aus der Werkstatt Meinrad Guggenbichler um 1705. Die Kreuzigungsgruppe hat ein Kruzifix stilistisch um 1700, mit der Figur hl. Maria um 1760/1770 hinzugefügt, mit der Figur hl. Johannes Evangelist 1903 vom Bildhauer Johann Piger angeglichen. Es gibt einen Schmerzensmann aus der 1. Hälfte des 18. Jahrhunderts, die hll. Rochus und Sebastian aus dem 2. und 3. Viertel des 17. Jahrhunderts. An der Emporenbrüstung ist eine Sitzfigur des hl. Johannes Nepomuk um 1768 zwischen Szenen aus seinem Leben. Von der Falkensteinkirche sind die Statuetten hll. Rupert und Virgil (Diözesanpatrone) aus dem 2. Viertel des 17. Jahrhunderts in Verwahrung. Es gibt Statuetten von Kirchenvätern und Bischöfen und der hll. Virgil, Rupert und Simeon um 1768 vom ehemaligen Tabernakel. Es gibt ein Ölbild hl. Maria und die Nothelfer aus dem 18. Jahrhundert. Ein Mariahilfbild stammt aus dem 19. Jahrhundert.
 Im Diözesanmuseum Salzburg sind salzburgische Schnitzfiguren der hll. Maria und Johannes Evangelist von einer Kreuzigung aus dem 4. Viertel des 15. Jahrhunderts, die zur ursprünglichen Ausstattung gehörten.
Der polygonale Taufstein steht auf einem Kelchfuß aus dem 15. Jahrhundert und wurde aus Rotmarmor hergestellt. Ein beschlagener Opferstock ist mit 1690 bezeichnet. Neben barocken Inschriftgrabstein aus dem 18. Jahrhundert gibt es ein klassizistisches Marmorgrabmal des Berchtold zu Sonnenburg, datiert mit 1801.

### Orgel

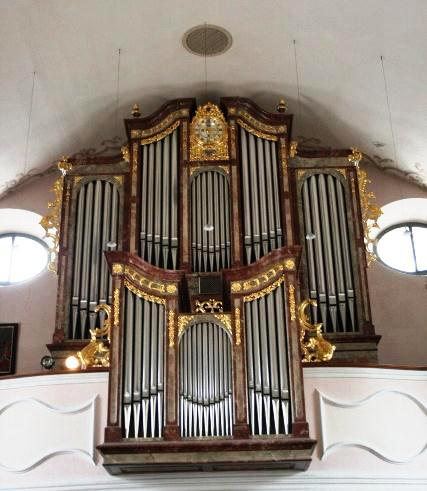
Rieger-Orgel von 1991

Der Mittelteil des Gehäuses der Orgel stammt von Ludwig Mooser, der 1841 eine neue Orgel errichtet hatte. Diese wurde 1913 von Hans Mertel durch zwei Seitenfelder erweitert. 1937/1938 baute die Firma Dreher & Flamm ein neues Werk ein. Im Jahr 1991 schuf die Firma Rieger eine dreimanualige Orgel, wobei die obere Empore entfernt, und das Orgelgehäuse nach unten gestreckt wurde. Zudem erhielt sie ein Rückpositiv. Das Instrument hat 31 Register auf drei Manualwerken und Pedal.
| I Hauptwerk C–g3 |            |       |
| 1.               | Bordun     | 16′   |
| 2.               | Principal  | 8′    |
| 3.               | Spitzflöte | 8′    |
| 4.               | Octav      | 4′    |
| 5.               | Nachthorn  | 4′    |
| 6.               | Doublette  | 2′    |
| 7.               | Mixtur IV  | 1 ⁄3′ |
| 8.               | Cornet V   | 8′    |
| 9.               | Trompete   | 8′    |

| II Rückpositiv C–g3 |             |        |
| 10.                 | Gedackt     | 8′     |
| 11.                 | Principal   | 4′     |
| 12.                 | Rohrflöte   | 4′     |
| 13.                 | Nazard      | 2 ⁄3′  |
| 14.                 | Blockflöte  | 2′     |
| 15.                 | Terz        | 1 3⁄5′ |
| 16.                 | Larigot     | 1 ⁄3′  |
| 17.                 | Scharff III | 1′     |
| 18.                 | Krummhorn   | 8′     |
|                     | Tremulant   |        |

| III Schwellwerk C–g3 |                      |    |
| 19.                  | Holzflöte            | 8′ |
| 20.                  | Gamba                | 8′ |
| 21.                  | Voix céleste         | 8′ |
| 22.                  | Flute octaviante     | 4′ |
| 23.                  | Violine              | 4′ |
| 24.                  | Cornet III           |    |
| 25.                  | Trompette harmonique | 8′ |
| 26.                  | Basson-hautbois      | 8′ |
|                      | Tremulant            |    |

| Pedalwerk C–f1 |           |     |
| 27.            | Subbaß    | 16′ |
| 28.            | Principal | 8′  |
| 29.            | Bourdon   | 8′  |
| 30.            | Choralbaß | 4′  |
| 31.            | Fagott    | 16′ |

- Koppeln: 6 Normalkoppeln

### Glocken
Am 2. März 2008 weihte Erzabt Edmund Wagenhofer fünf neue Bronzeglocken in den Tönen e' fis' gis' h' cis'', die von Bruder Michael Reuter  in der Glockengießerei Maria Laach gegossen wurden. Die Große Glocke hängt ein Stock tiefer.
Bis 2008 hingen 4 Böhler B1 Stahlglocken in den Tönen gis' h' dis'' gis'' von 1921 im Turm, deren Klang sich aber als unvorteilhaft herausstellte und die sich nun im Europakloster Gut Aich befinden

## Friedhof

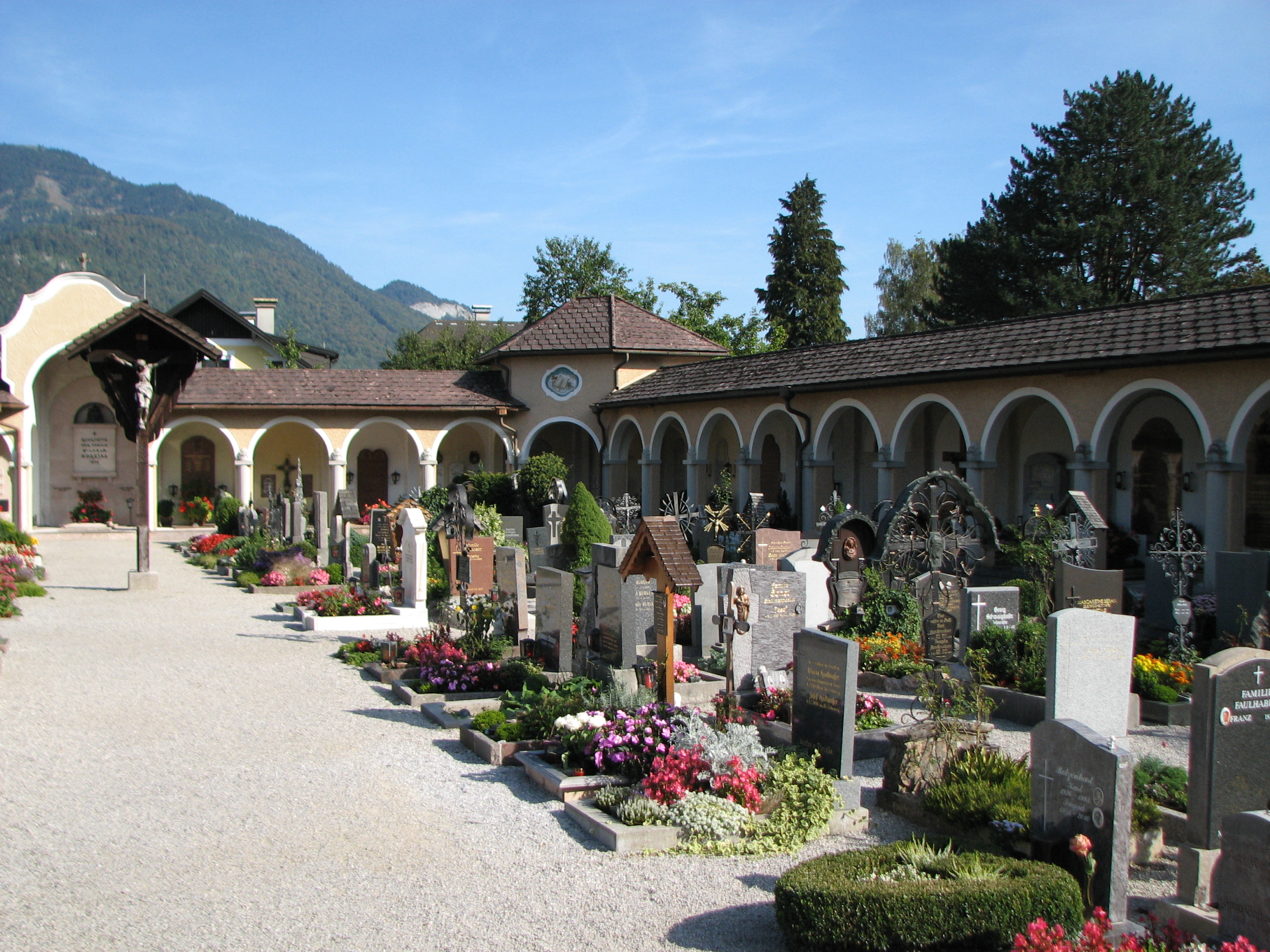
Neuer Teil des Friedhofs

Das Begräbnisrecht ist schon seit dem 15. Jahrhundert mit der Kirche verbunden. Der Friedhof wurde 1655, 1695 und 1743 erweitert.
Der alte Teil des Friedhofs, südlich der Kirche, ist von einer Mauer umgeben, an die die 1776 erbaute Friedhofskapelle anschließt.
1915 musste der St. Gilgener Kirchfriedhof wegen Überfüllung geschlossen werden, bei Lueg wurde ein provisorischer Waldfriedhof angelegt. (beim heutigen Lueger Waldweg an der Gamswand).
Die großzügige Erweiterung östlich (seewärts) von der Kirche  entstand in den Jahren 1922 bis 1926. Diese Fläche war noch im 19. Jahrhundert Grünland, der eigentliche Ortskern erstreckte sich vorrangig oberhalb der Kirche um den Kirchenplatz, und wuchs erst mit der beginnenden Sommerfrische bis an den See. Die Pläne stammen vom Salzburger Architekten Oskar Felgel-Farnholz, einem Wagner-Schüler. Dieser mittlere und untere Teil hat Laubengänge samt eingefügten Gruftkapellen in barockisierenden Formen.
Der Friedhof steht eigenständig unter Denkmalschutz (Listeneintrag).

### Friedhofskapelle

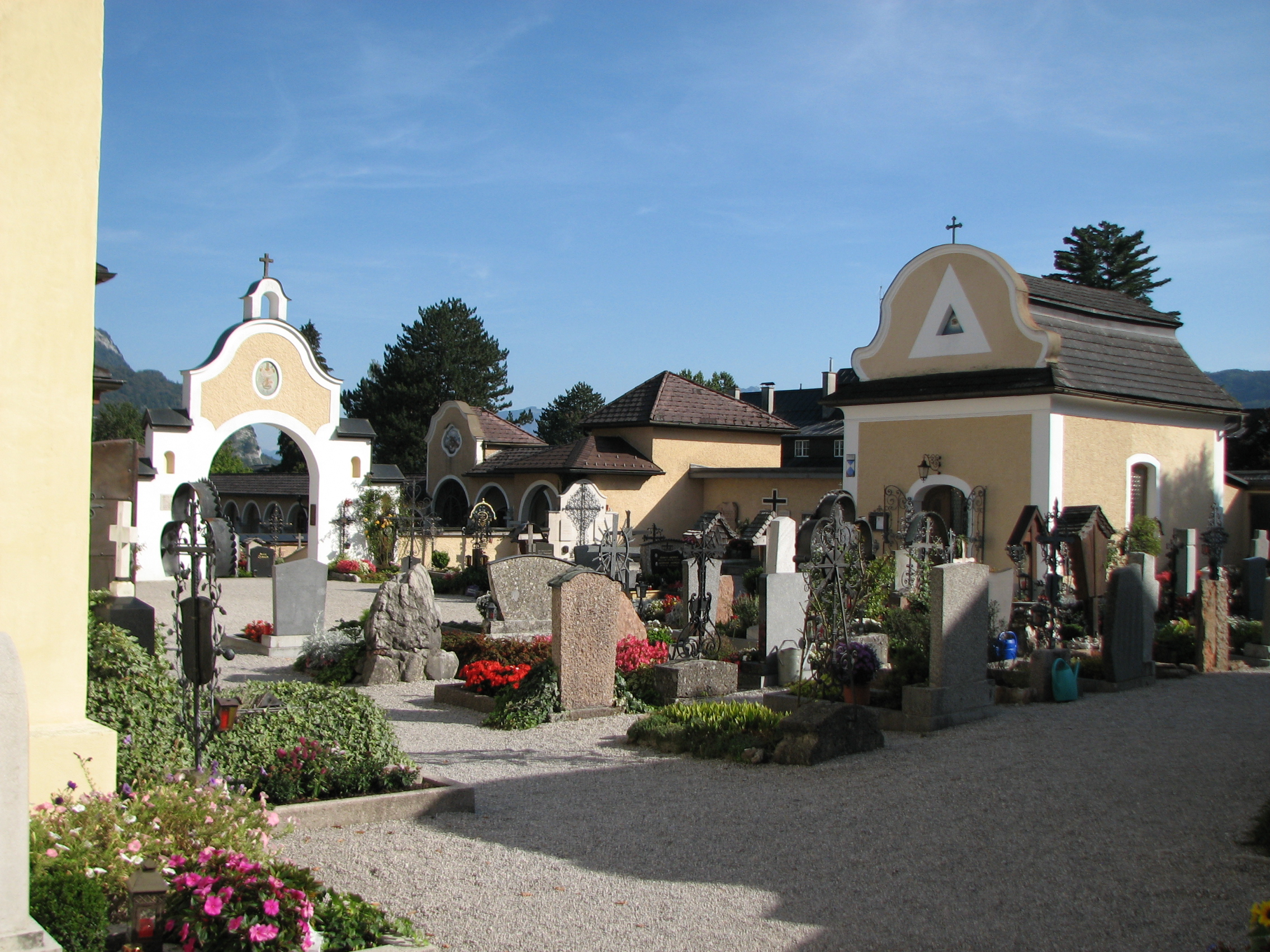
Ensemble der barocken Friedhofskapelle mit den barockisierenden Mauern des neuen Teils

Die barocke Friedhofskapelle wurde im Jahre 1776 errichtet. Sie wurde von der heimischen Glasmacherfamilie Schmauß gestiftet. Die Kapelle wurde 1962 renoviert.
Das kleine schlichte Kirchhäuschen hat ein Mansarddach und einen entsprechenden geschwungenem Blendgiebel mit auffallender dreieckiger Oberlichte.

### Kriegerdenkmal

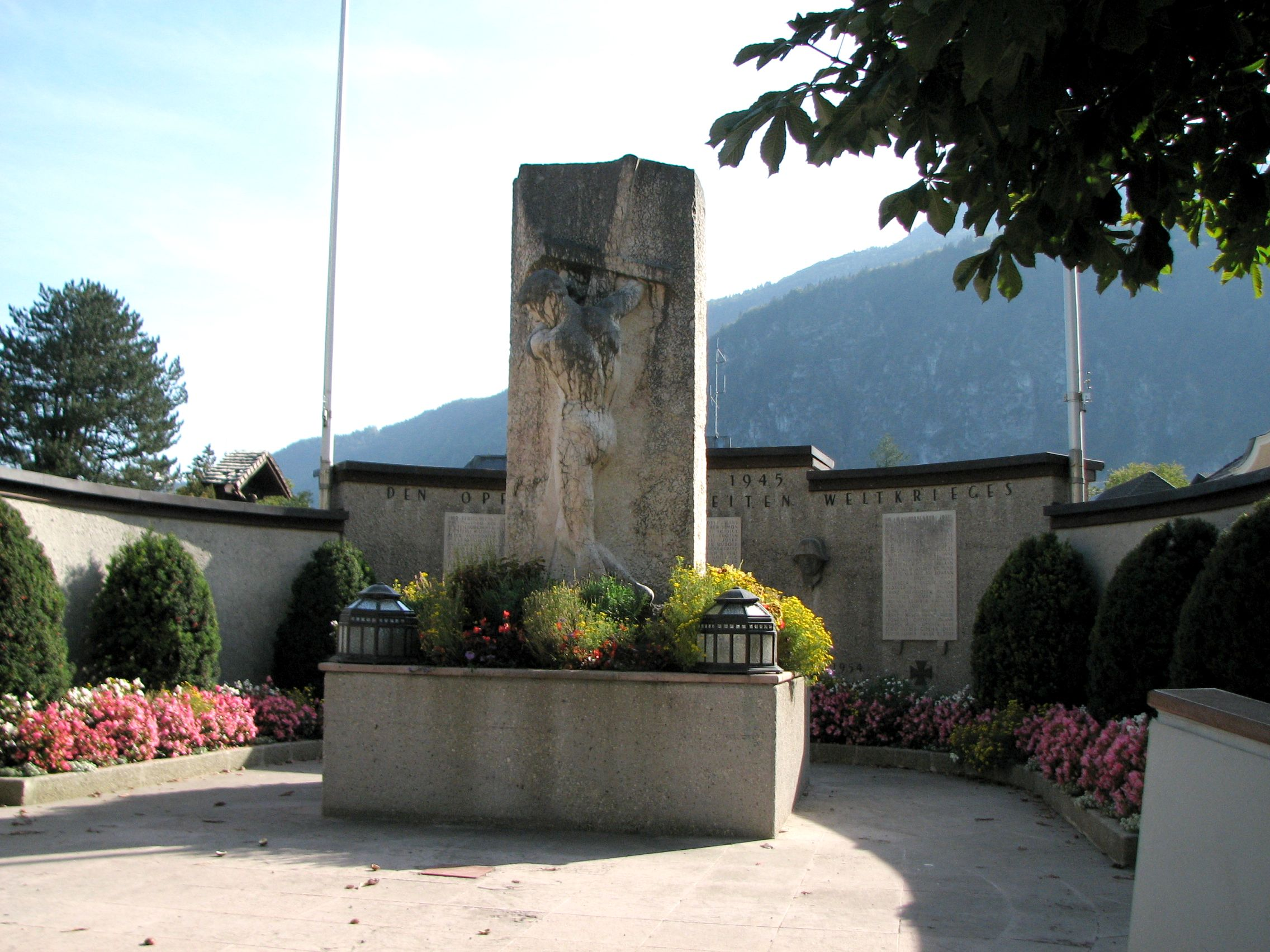
Das Kriegerdenkmal im Friedhof

Das Kriegerdenkmal wurde im Jahr 1924 straßenseitig an den Friedhof angefügt. Es stammt vom Bildhauer Heinrich Zita, und zeigt eine Stele mit einem Relief im Stile der Wiener Secession.
Es wurde nach 1945 erweitert.
Das Denkmal ist ebenfalls denkmalgeschützt.